# Atmedia
Az Atmedia egy különféle reklámfelületeket értékesítő média-kereskedőház Magyarországon és Csehországban. Korábban Lengyelországban is működött. 1998-ban indult Lengyelországban, 2008-ban Csehországban, 2010. január 1-jén pedig megkezdte magyarországi működését. Legnagyobb magyarországi vetélytársa az RTL Saleshouse. 2016-ban került magyar tulajdonba.
Jelenleg a magyarországi portfólió számokban 47 televízióadóból, 79 rádióból és 55-nél is több weboldalból áll, de értekesítenek indoor és outdoor felületeket is.

## Portfólió

### Jelenlegi tévécsatornák
| Csatornanév:                 | Kategória:                                           | Tulajdonos:                                     | Indulás időpontja: | Joghatóság                 |
| ---------------------------- | ---------------------------------------------------- | ----------------------------------------------- | --- | -------------------------- |
| Arena4                       | Sport                                                | Network4                                        | 2020. március 30. | Luxemburg                  |
| ATV                          | Magyar, közszolgálati és általános kereskedelmi adók | ATV Zrt.                                        | 1990. január 2. | Magyarország               |
| ATV Extra                    | Gasztronómia, életmód és utazás                      | ATV Zrt.                                        | 2019. január 8. | Magyarország               |
| Cartoon Network              | Gyermek                                              | Warner Bros. Discovery                          | 2002. szeptember 30. | Csehország                 |
| Cartoonito                   | Gyermek                                              | Warner Bros. Discovery                          | 2011. október 12.(műsorblokként, először) 2022. szeptember 1. (műsorblokként, másodszor) 2023. március 18. (önálló adás)                                    | Csehország                 |
| Dikh TV                      | Zene                                                 | Tematic Media Group Kft.                        | 2019. szeptember 1. | Magyarország               |
| Discovery Channel            | Ismeretterjesztő, tudomány és technika               | Warner Bros. Discovery                          | 1985. június 17. (USA) 1997. január 12. (Magyarország) | Nagy-Britannia Hollandia   |
| Disney Channel               | Gyermek                                              | The Walt Disney Company Ltd.                    | 2000 ősz (Fox Kids néven) 2005. január 1. (Jetix néven) 2009. szeptember 19. (Disney Channel néven)                                                         | Nagy-Britannia             |
| Duna                         | Magyar, közszolgálati és általános kereskedelmi adók | Médiaszolgáltatás Támogató és Vagyonkezelő Alap | 1992. december 24. | Magyarország               |
| Duna World                   | Magyar, közszolgálati és általános kereskedelmi adók | Médiaszolgáltatás Támogató és Vagyonkezelő Alap | 2006. április 16. (majd: 2012. január 1.) | Magyarország               |
| Epic Drama                   | Film, sorozat és szórakoztató                        | Viasat World Ltd.                               | 2017. december 14. | Spanyolország              |
| Eurosport 1                  | Sport                                                | Warner Bros. Discovery                          | 1989. február 23. | Franciaország              |
| Film4                        | Film, sorozat és szórakoztató                        | Network4                                        | 2018. április 30. | Luxemburg                  |
| Galaxy4                      | Film, sorozat és szórakoztató                        | Network4                                        | 2015. január 12. (majd: 2018. április 30.) | Luxemburg                  |
| Hír TV                       | Hírek                                                | KESMA                                           | 2002. december 2. (kísérleti adás) 2003. január 2. (hivatalos adás)                                                                                         | Magyarország               |
| Investigation Discovery (ID) | Ismeretterjesztő, tudomány és technika               | Warner Bros. Discovery                          | 2008. január 27. (Egyesült Államokban) 2009. április 6. (Magyarországon) 2017. november 1. (Az ID Xtra helyén) 2020. szeptember 30. (ID felszólított néven) | Nagy-Britannia Hollandia   |
| Izaura TV                    | Film, sorozat és szórakoztató                        | TV2 Média Csoport Zrt.                          | 2016. augusztus 14. | Románia                    |
| Jocky TV                     | Film, sorozat és szórakoztató                        | TV2 Média Csoport Zrt.                          | 2019. február 17. | Románia                    |
| LifeTV                       | Gasztronómia, életmód és utazás                      | Progress Media Hungary Kft.                     | 2009. szeptember 28. | Magyarország               |
| M1                           | Magyar, közszolgálati és általános kereskedelmi adók | Médiaszolgáltatás Támogató és Vagyonkezelő Alap | 1957. május 1. | Magyarország               |
| M2 Petőfi                    | Magyar, közszolgálati és általános kereskedelmi adók | Médiaszolgáltatás Támogató és Vagyonkezelő Alap | 2015. március 15. | Magyarország               |
| M4 Sport                     | Magyar, közszolgálati és általános kereskedelmi adók | Médiaszolgáltatás Támogató és Vagyonkezelő Alap | 2015. július 18. | Magyarország               |
| M5                           | Magyar, közszolgálati és általános kereskedelmi adók | Médiaszolgáltatás Támogató és Vagyonkezelő Alap | 2016. augusztus 6. (Olimpiai sportcsatornaként) 2016. szeptember 18. (Kulturális ismeretterjesztő csatornaként)                                             | Magyarország               |
| Magyar Mozi TV               | Film, sorozat és szórakoztató                        | Tematic Media Group Kft.                        | 2023. március 1. | Magyarország               |
| Match4                       | Sport                                                | Network4                                        | 2022. augusztus 5. | Luxemburg                  |
| Max4                         | Filmek, sorozatok, magazinműsorok                    | Network4                                        | 2022. december 30. (tesztadás) 2023. február 1. (hivatalos)                                                                                                 | Luxemburg                  |
| Mozi+                        | Film, sorozat és szórakoztató                        | TV2 Média Csoport Zrt.                          | 2011. január 3. (PRO4 néven) 2016. július 11. (Mozi+ néven)                                                                                                 | Románia                    |
| Moziverzum                   | Film, sorozat és szórakoztató                        | TV2 Média Csoport Zrt.                          | 2019. február 17. | Románia                    |
| National Geographic Channel  | Ismeretterjesztő, tudomány és technika               | The Walt Disney Company Ltd.                    | 1997. szeptember 1. | Nagy-Britannia             |
| National Geographic Wild     | Ismeretterjesztő, tudomány és technika               | The Walt Disney Company Ltd.                    | 2006. március 8. | Nagy-Britannia             |
| OzoneTV                      | Ismeretterjesztő, tudomány és technika               | Progress Media Hungary Kft.                     | 2009. szeptember 28. | Magyarország               |
| Prime                        | Film, sorozat és szórakoztató                        | TV2 Média Csoport Zrt.                          | 2016. szeptember 5. | Románia                    |
| Sláger TV                    | Zene                                                 | Tematic Media Group Kft.                        | 2014. augusztus 31. | Magyarország               |
| Spíler1                      | Sport                                                | TV2 Média Csoport Zrt.                          | 2016. augusztus 13. (majd: 2018. március 1.) | Románia                    |
| Spíler2                      | Sport                                                | TV2 Média Csoport Zrt.                          | 2018. augusztus 11. | Románia                    |
| STORY4                       | Film, sorozat és szórakoztató                        | Network4                                        | 2011. január 4. (majd: 2018. április 30.) | Luxemburg                  |
| Super TV2                    | Film, sorozat és szórakoztató                        | TV2 Média Csoport Zrt.                          | 2012. november 2. | Románia                    |
| TLC                          | Gasztronómia, életmód és utazás                      | Warner Bros. Discovery                          | 2012. április 30. | Nagy-Britannia Hollandia   |
| Travel Channel               | Gasztronómia, életmód és utazás                      | Warner Bros. Discovery                          | 1994. október 4. | Nagy-Britannia Hollandia   |
| TV2                          | Magyar, közszolgálati és általános kereskedelmi adók | TV2 Média Csoport Zrt.                          | 1997. október 4. | Magyarország               |
| TV2 Comedy                   | Film, sorozat és szórakoztató                        | TV2 Média Csoport Zrt.                          | 2016. október 30. (Humor+ néven) 2020. május 18. (TV2 Comedy néven)                                                                                         | Románia                    |
| TV2 Klub                     | Gasztronómia, életmód és utazás                      | TV2 Média Csoport Zrt.                          | 2010. január 1./2016. szeptember 5. (FEM3 néven) 2024. március 8. (TV2 Klub néven)                                                                          | Románia                    |
| TV2 Séf                      | Gasztronómia, életmód és utazás                      | TV2 Média Csoport Zrt.                          | 2016. szeptember 26. (Chilii TV néven) 2018. január 1. (LiChi TV néven) 2020. október 15. (TV2 Séf néven)                                                   | Románia                    |
| TV4                          | Film, sorozat és szórakoztató                        | Network4                                        | 2006. január 1. (majd: 2018. április 30.) | Luxemburg                  |
| Viasat Explore               | Ismeretterjesztő, tudomány és technika               | Viasat World Ltd.                               | 2003. november 1. (Viasat Explorer néven) 2014. április 29. (Viasat Explore néven)                                                                          | Nagy-Britannia             |
| Viasat History               | Ismeretterjesztő, tudomány és technika               | Viasat World Ltd.                               | 2004. május 3. | Nagy-Britannia Oroszország |
| Zenebutik                    | Zene                                                 | TV2 Média Csoport Zrt.                          | 2016. augusztus 15. | Románia                    |

### Jelenlegi rádiócsatornák
| Csatornanév:            | Kategória: | Tulajdonos:                                     | Indulás időpontja: | Joghatóság:  |
| ----------------------- | ---------- | ----------------------------------------------- | --- | ------------ |
| Bartók Rádió            | Rádió      | Médiaszolgáltatás Támogató és Vagyonkezelő Alap | 1960. április 1. (Magyar Rádió 3. műsor néven, kisérleti jelleggel) 1973. március 15. (Magyar Rádió 3. műsor néven, hivatalosan) 1987. május 23. (Bartók Rádió néven) 2007. június 4. (MR3 Bartók Rádió néven) 2011. május 2. (ismét: Bartók Rádió néven)   | Magyarország |
| 96,4 Base FM (Budapest) | Rádió      | LBK Base Kft.                                   | 2022. január 25. | Magyarország |
| Best FM (Budapest)      | Rádió      | Radio Holding Kft.                              | 2019. szeptember 17. | Magyarország |
| Dankó Rádió             | Rádió      | Médiaszolgáltatás Támogató és Vagyonkezelő Alap | 2004. május 1. (Régió Rádió néven) 2007. június 4. (MR6 A Régió Rádiója néven) 2009. december 15. (MR7 Dalok és Dallamok néven) 2011. május 2. (ismét: Régió Rádió és Dalok és Dallamok néven) 2012. december 22. (Két csatorna beolvadása a Dankó Rádióba) | Magyarország |
| FitRADIO                | Rádió      | FitRadio.hu                                     | 2014. május 1. | Magyarország |
| 103,9 Rock FM           | Rádió      | LBK Médiaszolgáltató 2020 Kft.                  | 2021. december 1. (tesztadás) 2021. december 14. (hivatalos adás) | Magyarország |
| Kossuth Rádió           | Rádió      | Médiaszolgáltatás Támogató és Vagyonkezelő Alap | 1924. november 30. (Budapest I. néven, kísérleti jelleggel) 1925. január 30. (Budapest I. néven, hivatalosan) 1949. február 1. (Kossuth Rádió néven) 2007. június 4. (MR1 Kossuth Rádió néven) 2011. május 2. (ismét: Kossuth Rádió néven)                  | Magyarország |
| Manna FM                | Rádió      | Manna Vision Kft.                               | 2019. február 5. | Magyarország |
| Petőfi Rádió            | Rádió      | Médiaszolgáltatás Támogató és Vagyonkezelő Alap | 1932. november 30. (Budapest II. néven, kisérleti jelleggel) 1933. január 30. (Budapest II. néven, hivatalosan) 1949. február 1. (Petőfi Rádió néven) 2007. június 1. (MR2 Petőfi Rádió néven) 2011. május 2. (ismét: Petőfi Rádió néven)                   | Magyarország |
| Rádió 1                 | Rádió      | Radio Holding Kft.                              | 1996. március 29. 2016. június 3. (Újraindulás) | Magyarország |
| Retro Rádió             | Rádió      | KESMA                                           | 2017. december 18. (Budapesten) 2018. június 14. (Országosan) | Magyarország |
| Spirit FM               | Rádió      | Broadcast Projekt Kft.                          | 2019. szeptember 2. | Magyarország |

### Várható tévécsatornák
| Csatornanév:  | Kategória:                             | Tulajdonos:            | Indulás időpontja: | Joghatóság:                |
| ------------- | -------------------------------------- | ---------------------- | --- | -------------------------- |
| Animal Planet | Ismeretterjesztő, tudomány és technika | Warner Bros. Discovery | 1996. június 1. (USA) 1997. március 3. (Európai adásváltozat) 1999. július 12. (Magyarország)                                               | Nagy-Britannia Hollandia   |
| BBC Earth     | Ismeretterjesztő, tudomány és technika | BBC Studios Ltd.       | 1999. június 1. (BBC Knowledge) 2007. január 1. (Nemzetközi adáváltozat) 2013. január 1. (Magyarország) 2015. április 14. (BBC Earth néven) | Nagy-Britannia             |
| Da Vinci      | Ismeretterjesztő, tudomány és technika | Da Vinci Media GmbH    | 2007. szeptember 15. | Németország                |
| Food Network  | Gasztronómia                           | Warner Bros. Discovery | 1993. április 19. (USA) 2015. január 26. (Magyarország)                                                                                     | Nagy-Britannia Hollandia   |
| HGTV          | Ismeretterjesztő, tudomány és technika | Warner Bros. Discovery | 1994. december 1. (USA) 2019. január 1. (Európai adásváltozat) 2020. március 30. (Magyarország)                                             | Nagy-Britannia Hollandia   |
| Viasat Nature | Ismeretterjesztő, tudomány és technika | Viasat World Ltd.      | 2010. május 5. | Nagy-Britannia Oroszország |

### Honlapjai
| Oldalnév:            | Webcím:                                                                                            | Kategória:                                                           | Tulajdonos:                                     |
| -------------------- | -------------------------------------------------------------------------------------------------- | -------------------------------------------------------------------- | ----------------------------------------------- |
| AgrárOldal           | https://www.agraroldal.hu                                                                          | Mezőgazdaság                                                         | Maculatura Professzorok Kft.                    |
| Alapjárat            | https://www.alapjarat.hu                                                                           | Sport                                                                | European Car Data House Zrt.                    |
| Arena4               | https://www.arena4.hu                                                                              | Sport                                                                | Network4                                        |
| ATV                  | https://www.atv.hu                                                                                 | Hírek                                                                | ATV Zrt.                                        |
| Azonnali             | https://www.azonnali.hu Archiválva 2021. május 25-i dátummal a Wayback Machine-ben                 | Hírek                                                                | Azonnali Média Kft.                             |
| Beauty World         | https://www.bwnet.hu                                                                               | Szépség ápolás                                                       | Beauty World Net Kft.                           |
| Berek                | https://www.berek.hu                                                                               | Természetvédelem                                                     | WEGO Média Kft.                                 |
| Best FM              | https://www.bestfm.hu                                                                              | Rádióadó                                                             | Radio Holding Kft.                              |
| Bien.hu              | https://www.bien.hu                                                                                | Életmód                                                              | Netbase Media Kft.                              |
| Blogstar             | https://www.blogstar.hu Archiválva 2020. október 28-i dátummal a Wayback Machine-ben               | Blogok                                                               | Cvikker Média Kft                               |
| ComputerWorld        | https://www.computerworld.hu                                                                       | Számítógépes hírek                                                   | Project029 Kft.                                 |
| Csak Foci            | https://www.csakfoci.hu                                                                            | Sport                                                                | Amega Full Service Kft.                         |
| ÉletForma            | https://www.eletforma.hu                                                                           | Életmód                                                              | Piac és Profit Kft.                             |
| Eurosport            | https://www.eurosport.hu                                                                           | Sport                                                                | Discovery CEEMEA                                |
| Eurosport Hírek      | https://www.eurosport.hosszabbitas.hu Archiválva 2021. április 11-i dátummal a Wayback Machine-ben | Sport                                                                | Discovery CEEMEA                                |
| FEMCafe              | https://www.femcafe.hu                                                                             | Életmód                                                              | Netrise Hungary Kft.                            |
| Földjáró             | https://www.foldjaro.hu                                                                            | Utazás                                                               | WEGO Média Kft.                                 |
| GameStar             | https://www.gamestar.hu                                                                            | Számítógépes hírek                                                   | Project029 Kft.                                 |
| Híradó               | https://www.hirado.hu                                                                              | Hírek                                                                | Médiaszolgáltatás Támogató és Vagyonkezelő Alap |
| Időkép.hu            | https://www.idokep.hu                                                                              | Időjárás                                                             | Origo Zrt.                                      |
| IGN Hungary          | https://hu.ign.com                                                                                 | Számítógépes hírek                                                   | MLK Consulting Kft.                             |
| InDirekt             | https://www.indirekt.hu                                                                            | Hírek                                                                | Media Vivantis Zrt.                             |
| Közszolgálat         | https://www.kozszolgalat.hu                                                                        | Hírek                                                                | Tematic Media Group Kft.                        |
| Life TV              | https://www.lifetv.hu                                                                              | Életmód                                                              | Media Vivantis Zrt.                             |
| #Liner               | https://www.liner.hu                                                                               | Hírek                                                                | Nexxon Group Kft.                               |
| M4 Sport             | https://www.m4sport.hu                                                                             | Sport                                                                | Médiaszolgáltatás Támogató és Vagyonkezelő Alap |
| Ma.hu                | https://www.ma.hu Archiválva 2022. január 20-i dátummal a Wayback Machine-ben                      | Hírek                                                                | Magnum IT Kft.                                  |
| Magyar Filmadatbázis | https://www.mafab.hu                                                                               | Filmekkel és tévésorozatokkal kapcsolatos hírek                      | MaFab S.R.O                                     |
| Magyarországom       | https://www.magyarorszagom.hu                                                                      | Hírek                                                                | Maculatura Professzorok Kft.                    |
| MédiaKlikk           | https://www.mediaklikk.hu                                                                          | Televízióadók cikkei videókkal és élő adásokkal                      | Médiaszolgáltatás Támogató és Vagyonkezelő Alap |
| MFor                 | https://www.mfor.hu                                                                                | Üzleti hírek                                                         | Menedzsment Fórum Kft.                          |
| Motor1               | https://hu.motor1.com                                                                              | Sport                                                                | Motorsport Network                              |
| Motorsport           | https://hu.motorsport.com                                                                          | Sport                                                                | Motorsport Network                              |
| Net4                 | https://net4.network4.hu                                                                           | Televízióadók cikkei tévéműsoraikkal és videókkal                    | Network4                                        |
| Ozone TV             | https://www.ozonetv.hu                                                                             | Természetvédelem                                                     | Media Vivantis Zrt.                             |
| PC World             | https://www.pcworld.hu                                                                             | Számítógépes hírek                                                   | Project029 Kft.                                 |
| Pesti Srácok         | https://www.pestisracok.hu Archiválva 2021. március 3-i dátummal a Wayback Machine-ben             | Hírek                                                                | Pesti Srácok                                    |
| Pesti TV             | https://www.pestitv.hu%5B%5D                                                                       | Hírek                                                                | Pesti Srácok                                    |
| Petőfi Live          | https://www.petofilive.hu                                                                          | Klippekkel kapcsolatos hírek, pletykák videókkal és élő adással      | Médiaszolgáltatás Támogató és Vagyonkezelő Alap |
| Player               | https://www.player.hu                                                                              | Férfiakkal kapcsolatos magazinoldal                                  | Player Media Kft.                               |
| Privát Bankár        | https://www.privatbankar.hu                                                                        | Üzleti hírek                                                         | Menedzsment Fórum Kft.                          |
| Puliwood             | https://www.puliwood.hu                                                                            | Filmekkel kapcsolatos hírek és pletykák                              | Project029 Kft.                                 |
| Rádió 1              | https://www.radio1.hu                                                                              | Rádióadó                                                             | Radio Holding Kft.                              |
| Rakéta               | https://www.raketa.hu                                                                              | Sport                                                                | Player Media Kft.                               |
| Retro Rádió          | https://www.retroradio.hu                                                                          | Rádióadó                                                             | KESMA                                           |
| Ridikül              | https://www.ridikul.hu                                                                             | Életmód                                                              | Médiaszolgáltatás Támogató és Vagyonkezelő Alap |
| Roadster             | https://www.roadster.hu                                                                            | Életmód                                                              | Player Media Kft.                               |
| Tipplap              | https://www.tipplap.hu                                                                             | Sport                                                                | TippLapPontHu Kft.                              |
| TV2 Play             | https://www.tv2play.hu                                                                             | Online streaming szolgáltatás                                        | TV2 Média Csoport Zrt.                          |
| Utazómajom           | https://www.utazomajom.hu Archiválva 2019. december 16-i dátummal a Wayback Machine-ben            | Repülőjáratokkal kapcsolatos cikkek és hírek                         | Digital Nomad Kft.                              |
| Üzletem              | https://www.uzletem.hu                                                                             | Üzleti hírek                                                         | Pannon Signum Kft.                              |
| Vitorlás Életmód     | https://www.vitorlazas.hu                                                                          | Hírek a Balatonból, a környező városokból-falukból és a nagyvilágból | Maculatura Professzorok Kft.                    |

### Korábbi tévécsatornák
A költözési dátumok dőlt betűkkel, a megszűnési időpontok félkövérrel, az átnevezésre szorult csatornák időpontjai dőlt félkövérrel, illetve a reklámmentesítések aláhúzottal vannak jelölve.
| Csatornanév:                                 | Meddig:                                 |
| -------------------------------------------- | --------------------------------------- |
| AMC                                          | 2016. december 31.                      |
| AXN                                          | 2019. december 31.                      |
| Boomerang (jelen: Cartoonito)                | 2019. december 31. (2023. március 18.)  |
| CBS Reality                                  | 2015. május 31.                         |
| Chili TV (jelen: TV2 Séf)                    | 2018. január 1.                         |
| Comedy Central                               | 2015. december 31.                      |
| D1 TV                                        | 2020. május 18.                         |
| Deko TV (jelen: Spektrum Home)               | 2011. április 15. (2016. december 31.)  |
| DOQ                                          | 2019. március 31.                       |
| Echo TV                                      | 2019. március 31.                       |
| FEM3 (jelen: TV2 Klub)                       | 2024. március 8.                        |
| Filmcafé                                     | 2016. december 31.                      |
| Filmmúzeum (jelen: Film Mánia)               | 2012. július 2. (2016. december 31.)    |
| Film Mánia                                   | 2016. december 31.                      |
| FOX                                          | 2018. április 30.                       |
| History Channel                              | 2018. december 31.                      |
| Humor+ (jelen: TV2 Comedy)                   | 2020. május 18.                         |
| Kiwi TV (jelen: TV2 Kids)                    | 2020. augusztus 17.                     |
| LiChi TV (jelen: TV2 Séf)                    | 2020. október 15.                       |
| M3 Anno                                      | 2019. április 30.                       |
| Magyar MTV                                   | 2015. december 31.                      |
| MGM (jelen: AMC)                             | 2014. november 5. (2016. december 31.)  |
| Music Channel                                | 2022. augusztus 31.                     |
| MusicMix                                     | 2015. március 19.                       |
| Minimax                                      | 2016. december 31.                      |
| Nickelodeon                                  | 2015. december 31.                      |
| Nóta TV (jelen: Magyar Sláger TV)            | 2014. augusztus 31.                     |
| Paramount Channel (jelen: Paramount Network) | 2015. december 31. (2020. december 17.) |
| Pesti TV                                     | 2022. július 10.                        |
| Sony Max (jelen: Viasat 2)                   | 2019. december 31. (2022. március 24.)  |
| Sony Movie Channel (jelen: Viasat Film)      | 2019. december 31. (2022. március 24.)  |
| Spektrum                                     | 2016. december 31.                      |
| Spektrum Home                                | 2016. december 31.                      |
| Sport TV                                     | 2016. december 31.                      |
| Sportklub                                    | 2016. április 30.                       |
| The Fishing & Hunting Channel                | 2018. szeptember 30.                    |
| TV Paprika                                   | 2016. december 31.                      |
| TV2 Kids                                     | 2023. december 31.                      |
| Viasat 3                                     | 2019. december 31.                      |
| Viasat 6                                     | 2019. december 31.                      |
| VIVA (jelen: Comedy Central Family)          | 2015. december 31. (2017. október 2.)   |
| Zone Club (volt: Megamax)                    | 2011. április 18. (2020. január 1.)     |
| Zone Reality (jelen: CBS Reality)            | 2012. december 3. 2015. május 31.       |
| Zone Romantica (jelen: Filmcafé)             | 2012. július 2. (2016. december 31.)    |

### Korábbi rádiók
| Csatornanév: | Meddig:            |
| ------------ | ------------------ |
| Gong Rádió   | 2023. december 13. |
| Sportrádió   | 2024. június 14.   |